# Sara-Marie Maltha
Sara-Marie Maltha (født 30. november 1971) er en dansk skuespiller.

## Filmografi
- Mothertime (tv-film, 1997)
- Aberdeen (2002)
- Jack of Diamonds (2001)
- Humørkort-stativ-sælgerens søn (2002)
- Return to Sender (2004)
- Familien Gregersen (2004)
- Applaus (2009)

### Tv-serier
- TAXA (1997-1999)
- Livvagterne (2009)
- Forbrydelsen III (2012)